# Rossif Sutherland
Pour les articles homonymes, voir Sutherland.
Rossif Sutherland est un acteur américano-canadien, né le 25 septembre 1978 à Vancouver (Colombie-Britannique).

## Biographie

### Jeunesse et formation
Rossif Sutherland naît le 25 septembre 1978 à Vancouver, en Colombie-Britannique. Il est le second fils de l'acteur canadien Donald Sutherland (1935-2024) et de l'actrice québécoise Francine Racette. Il est frère de Roeg et Angus Sutherland, ainsi que demi-frère des acteurs jumeaux Rachel et Kiefer Sutherland. Ce dernier est surtout connu pour avoir tenu le rôle de Jack Bauer dans la série 24 heures chrono et de Martin Bohm dans la série Touch.
À l'âge de sept ans, il vit à Paris.
Il étudie la philosophie à l'université de Princeton dans l'État du New Jersey aux États-Unis.

### Carrière
En 2003, Rossif Sutherland débute au cinéma dans Prisonniers du temps de Richard Donner, adapté du roman éponyme de Michael Crichton. Même année, Il devient Lester Kertzenstein dans la dixième saison de la série américaine Urgences, jusqu'en 2004.
En 2012, il rejoint l'équipe de la série canadienne Jessica King pour y interpréter le détective Pen Martin.
En 2017, il apparaît dans la série Catastrophe aux côtés de Julie Perreault.

### Vie privée
Rossif Sutherland est marié à Celina Sinden depuis le 20 février 2016, sa partenaire dans la série télévisée Reign. Ils ont un fils, Théodore Sutherland (né en février 2016)[réf. nécessaire].

## Filmographie

### Longs métrages
- 2003 : Prisonniers du temps (Timeline) de Richard Donner : François Dontelle
- 2005 : Red Doors de Georgia Lee : Alex
- 2006 : I'm Reed Fish de[Qui ?] : Gabe
- 2006 : Poor Boy's Game de Clément Virgo : Donnie Rose
- 2009 : High Life de Gary Yates : Billy
- 2010 : The Con Artist de[Qui ?] : Vince Dorian
- 2010 : Pour l'amour de Dieu de Micheline Lanctôt : Jésus
- 2011 : I'm Yours de[Qui ?] : Robert
- 2012 : Dead Before Dawn 3D de[Qui ?] : Burt Rumsfeld
- 2015 : Hellions de Bruce McDonald : Dr Henry
- 2015 : Rider (River) de Jamie M. Dagg : John Lake
- 2016 : Escapade fatale (Edge of winter) de Rob Connolly : Luc
- 2018 : Trahison d'État (Backstabbing for Beginners) de Per Fly : Trevor
- 2019 : Guest of Honour d'Atom Egoyan : Mike
- 2019 : Possessor de Brandon Cronenberg : Michael
- 2022 : Esther 2 : Les Origines (Orphan: First Kill) de William Brent Bell : Allen Albright

### Téléfilm
- 2018 : Believe Me : Enlevée par un tueur (Believe Me: The Abduction of Lisa McVey) de Jim Donovan : Bobby Joe Long

### Séries télévisées
- 2003-2004 : Urgences (ER) : Lester Kertzenstein (11 épisodes)
- 2005 : Monk : Vic Blanchard (1 épisode : Mr. Monk and The Other Detective)
- 2009-2012 : The Listener : Anthony Wallace (2 épisodes)
- 2011 : Les Vies rêvées d'Erica Strange (Being Erica) : Emmett (1 épisode : Being Ethan)
- 2011 : Flashpoint : Charlie Alanak (1 épisode)
- 2011 : Living in Your Car : Sam (1 épisode)
- 2012 : Jessica King (King) : Détective Pen Martin (13 épisodes)
- 2013 : Le Déshonneur d'un Colonel (An Officer and a Murderer) : l'inspecteur Nick Gallagher
- 2013 : Crossing Lines : l'inspecteur
- 2013 : Reign : Le Destin d'une reine : Nostradamus
- 2014 : Covert Affairs
- 2014 : Unité 9 : Jaïson, amant de Normand Despins
- 2015 : The Expanse : Neville Bosch (saison 1, épisode 5)
- 2015 : Haven : le marchand de sable (2 épisodes)
- 2017 : Catastrophe : Frank Norris
- 2022 : The Handmaid's Tale : La Servante écarlate : Ezra Shaw (saison 5)

### Doublage
Rossif Sutherland se double lui-même pour les versions québécoises de la plupart de ses films tournés en langue anglaise, et a même doublé son propre père, Donald Sutherland, dans la version québécoise de Forsaken : Retour à Fowler City (Rédemption) :

#### Films
- 2015 : Hyena Road : Le chemin du combat : l'officier Ryan Sanders (lui-même)
- 2015 : Rédemption : Samuel Clayton (Donald Sutherland)
- 2016 : Rivière : John Lake (lui-même)
- 2018 : Trahison d'État : Trevor (lui-même)
- 2019 : L'invité d'honneur : Mike (lui-même)
- 2020 : Possesseur : Michael Vos (lui-même)
- 2022 : L'Orpheline : Les Origines du mal : Allen Albright (lui-même)

#### Série télévisée
- 2022 : Le village de Three Pines : Jean-Guy Beauvoir (lui-même)